# Collix patricia
Collix patricia är en fjärilsart som beskrevs av Robinson 1975. Collix patricia ingår i släktet Collix och familjen mätare. Inga underarter finns listade i Catalogue of Life.